# Tour de France 1966
53. Tour de France rozpoczął się 21 czerwca w Nancy, a zakończył się 14 lipca 1966 roku w Paryżu. Wyścig składał się z 22 etapów. Cała trasa liczyła 4303 km.
Klasyfikację generalną wygrał Francuz Lucien Aimar. Duży udział w jego zwycięstwie odegrał pięciokrotny zwycięzca Tour de France, Jacques Anquetil, głównie dzięki rywalizacji oraz próbie neutralizowania najgroźniejszego rywala Aimara, Raymonda Poulidora.
Klasyfikację punktową Tour de France wygrał Belg Willy Planckaert, w klasyfikacji górskiej zwyciężył Hiszpan Julio Jiménez, natomiast w klasyfikacji drużynowej drugi raz z rzędu najlepszy był hiszpański zespół KAS. Najaktywniejszym kolarzem został Rudi Altig z RFN.

## Drużyny
W tej edycji TdF wzięło udział 13 drużyn:
- Ford France-Hutchinson
- Kamome-Dilecta-Dunlop
- Mercier-BP-Hutchinson
- Pelforth-Sauvage-Lejeune-Wolber
- Peugeot-BP-Michelin
- Fagor
- Filotex-Fiorelli
- Kas-Kaskol
- Mann-Grundig
- Molteni-Hutchinson
- Smith’s
- Solo-Superia
- Televizier-Batavus

## Etapy
| 1   | 21 czerwca | Nancy – Charleville          | 208,5 km      | Rudi Altig              |               |               |               |
| 2   | 22 czerwca | Charleville – Tournai        | 198,0 km      | Guido Reybrouck         |               |               |               |
| 3A  | 23 czerwca | Tournai                      | TTT 20,8 km   | Televizier              |               |               |               |
| 3B  | 23 czerwca | Tournai – Dunkierka          | 131,5 km      | Gerben Karstens         |               |               |               |
| 4   | 24 czerwca | Dunkierka – Dieppe           | 205,0 km      | Willy Planckaert        |               |               |               |
| 5   | 25 czerwca | Dieppe – Caen                | 178,5 km      | Franco Bitossi          |               |               |               |
| 6   | 26 czerwca | Caen – Angers                | 216,5 km      | Edward Sels             |               |               |               |
| 7   | 27 czerwca | Angers – Royan               | 252,5 km      | Albert Van Vlierberghe  |               |               |               |
| 8   | 28 czerwca | Royan – Bordeaux             | 137,5 km      | Willy Planckaert        |               |               |               |
| 9   | 29 czerwca | Bordeaux – Bajonna           | 201,0 km      | Gerben Karstens         |               |               |               |
| 10  | 30 czerwca | Bajonna – Pau                | 234,5 km      | Tommaso De Pra          |               |               |               |
| 11  | 1 lipca    | Pau – Bagnères-de-Luchon     | 188,0 km      | Guido Marcello Mugnaini |               |               |               |
|     | 2 lipca    | Dzień przerwy                | Dzień przerwy | Dzień przerwy           | Dzień przerwy | Dzień przerwy | Dzień przerwy |
| 12  | 3 lipca    | Bagnères-de-Luchon – Revel   | 218,5 km      | Rudi Altig              |               |               |               |
| 13  | 4 lipca    | Revel – Sète                 | 191,5 km      | Georges Vandenberghe    |               |               |               |
| 14A | 5 lipca    | Montpellier – Vals-les-Bains | 144,0 km      | Jo de Roo               |               |               |               |
| 14B | 5 lipca    | Vals-les-Bains               | ITT 20,0 km   | Raymond Poulidor        |               |               |               |
| 15  | 6 lipca    | Privas – Le Bourg-d’Oisans   | 203,5 km      | Luis Otaño              |               |               |               |
| 16  | 7 lipca    | Le Bourg-d’Oisans – Briançon | 148,5 km      | Julio Jiménez           |               |               |               |
| 17  | 8 lipca    | Briançon – Turyn             | 160,0 km      | Franco Bitossi          |               |               |               |
|     | 9 lipca    | Dzień przerwy                | Dzień przerwy | Dzień przerwy           | Dzień przerwy | Dzień przerwy | Dzień przerwy |
| 18  | 10 lipca   | Ivrea – Chamonix             | 188,0 km      | Edy Schütz              |               |               |               |
| 19  | 11 lipca   | Chamonix – Saint-Étienne     | 264,5 km      | Ferdinand Bracke        |               |               |               |
| 20  | 12 lipca   | Saint-Étienne – Montluçon    | 223,5 km      | Henk Nijdam             |               |               |               |
| 21  | 13 lipca   | Montluçon – Orlean           | 232,5 km      | Pierre Beuffeuil        |               |               |               |
| 22A | 14 lipca   | Orlean – Rambouillet         | 111,0 km      | Edward Sels             |               |               |               |
| 22B | 14 lipca   | Rambouillet – Paryż          | ITT 51,3 km   | Rudi Altig              |               |               |               |

## Liderzy klasyfikacji po etapach
| Etap                 | Zwycięzca               | Klasyfikacja generalna | Klasyfikacja punktowa | Klasyfikacja górska     | Klasyfikacja drużynowa |
| -------------------- | ----------------------- | ---------------------- | --------------------- | ----------------------- | ---------------------- |
| 1                    | Rudi Altig              | Rudi Altig             | Rudi Altig            | Giacomo Fornoni         | Molteni                |
| 2                    | Guido Reybrouck         | Rudi Altig             | Guido Reybrouck       | Tommaso de Pra          | Molteni                |
| 3a                   | Televizier              | Rudi Altig             | Guido Reybrouck       | Tommaso de Pra          | Smith’s                |
| 3b                   | Gerben Karstens         | Rudi Altig             | Willy Planckaert      | Domingo Perurena        | Smith’s                |
| 4                    | Willy Planckaert        | Rudi Altig             | Willy Planckaert      | Domingo Perurena        | Smith’s                |
| 5                    | Franco Bitossi          | Rudi Altig             | Willy Planckaert      | Domingo Perurena        | Smith’s                |
| 6                    | Edward Sels             | Rudi Altig             | Willy Planckaert      | Domingo Perurena        | Smith’s                |
| 7                    | Albert Van Vlierberghe  | Rudi Altig             | Willy Planckaert      | Domingo Perurena        | Smith’s                |
| 8                    | Willy Planckaert        | Rudi Altig             | Willy Planckaert      | Domingo Perurena        | Smith’s                |
| 9                    | Gerben Karstens         | Rudi Altig             | Willy Planckaert      | Domingo Perurena        | Smith’s                |
| 10                   | Tommaso De Pra          | Tommaso De Pra         | Willy Planckaert      | Tommaso De Pra          | Molteni                |
| 11                   | Guido Marcello Mugnaini | Jean-Claude Lebaube    | Willy Planckaert      | Guido Marcello Mugnaini | KAS                    |
| 12                   | Rudi Altig              | Karl-Heinz Kunde       | Willy Planckaert      | Julio Jiménez           | KAS                    |
| 13                   | Georges Vandenberghe    | Karl-Heinz Kunde       | Willy Planckaert      | Julio Jiménez           | KAS                    |
| 14a                  | Jo de Roo               | Karl-Heinz Kunde       | Willy Planckaert      | Julio Jiménez           | KAS                    |
| 14b                  | Raymond Poulidor        | Karl-Heinz Kunde       | Willy Planckaert      | Julio Jiménez           | KAS                    |
| 15                   | Luis Otaño              | Karl-Heinz Kunde       | Willy Planckaert      | Joaquim Galera          | KAS                    |
| 16                   | Julio Jiménez           | Jan Janssen            | Willy Planckaert      | Julio Jiménez           | KAS                    |
| 17                   | Franco Bitossi          | Lucien Aimar           | Willy Planckaert      | Julio Jiménez           | KAS                    |
| 18                   | Edy Schütz              | Lucien Aimar           | Willy Planckaert      | Julio Jiménez           | KAS                    |
| 19                   | Ferdinand Bracke        | Lucien Aimar           | Willy Planckaert      | Julio Jiménez           | KAS                    |
| 20                   | Henk Nijdam             | Lucien Aimar           | Willy Planckaert      | Julio Jiménez           | KAS                    |
| 21                   | Pierre Beuffeuil        | Lucien Aimar           | Willy Planckaert      | Julio Jiménez           | KAS                    |
| 22a                  | Edward Sels             | Lucien Aimar           | Willy Planckaert      | Julio Jiménez           | KAS                    |
| 22b                  | Rudi Altig              | Lucien Aimar           | Willy Planckaert      | Julio Jiménez           | KAS                    |
| Klasyfikacja końcowa | Klasyfikacja końcowa    | Lucien Aimar           | Willy Planckaert      | Julio Jiménez           | KAS                    |

## Klasyfikacje końcowe

### Klasyfikacja generalna
| Pozycja | Zawodnik                | Drużyna  | Czas          |
| ------- | ----------------------- | -------- | ------------- |
| 1.      | Lucien Aimar            | Ford     | 117 h 34' 21" |
| 2.      | Jan Janssen             | Pelforth | +1' 07"       |
| 3.      | Raymond Poulidor        | Mercier  | +2' 02"       |
| 4.      | José Antonio Momene     | KAS      | +5' 19"       |
| 5.      | Guido Marcello Mugnaini | Filotex  | +5' 27"       |
| 6.      | Herman Van Springel     | Mann     | +5' 44"       |
| 7.      | Francisco Gabica        | KAS      | +6' 25"       |
| 8.      | Roger Pingeon           | Peugeot  | +8' 22"       |
| 9.      | Karl-Heinz Kunde        | Peugeot  | +9' 06"       |
| 10.     | Martin Van Den Bossche  | Smith’s  | +9' 57"       |

### Klasyfikacja punktowa
| Pozycja | Zawodnik         | Drużyna    | Punkty |
| ------- | ---------------- | ---------- | ------ |
| 1.      | Willy Planckaert | Smith’s    | 211    |
| 2.      | Gerben Karstens  | Televizier | 189    |
| 3.      | Edward Sels      | Solo       | 178    |
| 4.      | Jan Janssen      | Pelforth   | 144    |
| 5.      | Guido Reybrouck  | Smith’s    | 119    |

### Klasyfikacja górska
| Pozycja | Zawodnik                | Drużyna     | Punkty |
| ------- | ----------------------- | ----------- | ------ |
| 1.      | Julio Jiménez           | Ford-France | 123    |
| 2.      | Joaquin Galera          | KAS         | 98     |
| 3.      | Aurelio González Puente | KAS         | 51     |
| 4.      | Raymond Poulidor        | Mercier     | 49     |
| 5.      | Franco Bitossi          | Filotex     | 48     |

### Klasyfikacja drużynowa
| Pozycja | Drużyna  | Czas          |
| ------- | -------- | ------------- |
| 1.      | KAS      | 355 h 02' 45" |
| 2.      | Ford     | +17' 32"      |
| 3.      | Peugeot  | +19' 04"      |
| 4.      | Fagor    | +26' 30"      |
| 5.      | Pelforth | +37' 21"      |